# Anfipoli
Anfipoli (in greco Αμφίπολη?) è un comune della Grecia situato nella periferia della Macedonia Centrale (unità periferica di Serres) con 11.860 abitanti secondo i dati del censimento 2001.
A seguito della riforma amministrativa detta piano Kallikratis in vigore dal gennaio 2011 che ha abolito le prefetture e accorpato numerosi comuni, la superficie del comune è ora di 412 km² e la popolazione è passata da 3.623 a 11.860 abitanti
Sorge nei pressi dell'antica città della Tracia posta alla foce del fiume Strimone.

## Storia
Fu fondata da coloni ateniesi comandati da Agnone nel 437 a.C., sul sito di una precedente città trace, all'intersezione di importanti percorsi commerciali. Nei pressi della città vi erano le famose miniere d'oro del Pangeo.
Partecipò alle lotte tra Atene e Sparta e fu teatro della battaglia di Anfipoli, nel 422 a.C., nella quale morirono Cleone e Brasida. Nel 357 a.C. entrò in possesso di Filippo II di Macedonia, diventando uno dei principali centri del suo regno.
Nel 168 a.C., dopo la battaglia di Pidna, Lucio Emilio Paolo ne fece la capitale di uno dei quattro distretti amministrativi nei quali fu divisa la Macedonia. Nell'82 a.C. venne presa da Mitridate VI del Ponto, in appoggio a Lucio Cornelio Silla. Gneo Pompeo Magno vi cercò rifugio dopo la sconfitta subita nei pressi di Farsàlo nel 48 a.C.
Dopo la battaglia di Filippi del 42 a.C., ebbe lo statuto di civitas libera, ed emise monete che commemoravano l'evento. Nel 31 a.C. fu base per la flotta romano-tolemaica di Marco Antonio e Cleopatra d'Egitto, prima della loro sconfitta ad Azio. Crebbe di prosperità in epoca augustea e venne visitata da Paolo di Tarso nel 50 d.C. La prosperità della città nel corso dei primi tre secoli dell'impero romano è attestata da una ricca emissione di monete.

## Resti archeologici

### Mura difensive
La città ebbe due cinte murarie: una più esterna, il "lungo muro" di 7,5 km di perimetro, che circondava anche aree esterne alla città, e una più interna, di 2.200 m di lunghezza, che difendeva il centro urbano vero e proprio. La cinta era dotata di torri a pianta quadrangolare o circolare, costruite in blocchi di poros e con un sistema di smaltimento delle acque piovane. In alcune parti le mura sono tuttora conservate per un'altezza di 7–8 m.

### Ponte
Un ponte, risalente all'epoca di fondazione, attraversava il fiume Strimone: ne sono state ritrovate alcune delle infrastrutture lignee.

### Tomba monumentale di Kasta
La tomba di Kasta è una estesa tomba a tumulo con diversi resti umani risalente al periodo di Alessandro Magno e scoperta negli anni '60, ma i cui scavi sono stati ripresi nel 2011 (40°50′22.07″N 23°51′46.15″E). Una rampa di tredici scalini conduce a un ampio percorso largo quattro metri e mezzo. I muri che lo fiancheggiano sono coperti di affreschi da ambo i lati. In fondo al percorso un arco incornicia due sfingi senza testa, che presidiano l'ingresso della tomba. Nella cella interna, vuota, vi è un mosaico che raffigura il rapimento di Proserpina da parte di Ade. L'intero sito è circondato da un muro di marmo di 497 metri. Sulla sommità del tumulo è stato rinvenuto un leone monumentale alto cinque metri, simbolo di Alessandro Magno. Tuttavia essendo provato che Alessandro Magno venne sepolto in Egitto è da escludersi che la tomba appartenga al condottiero macedone, più probabile che sia del giovane figlio Alessandro IV, di Rossane, sposa di Alessandro, di un suo generale, un memoriale di Efestione o più probabilmente della madre Olimpiade d'Epiro (tra i resti identificati quelli di una sola donna, di circa 60 anni).

## Amministrazione

### Gemellaggi
- Sava, dal 2005